# 젬스키 소보르
젬스키 소보르(러시아어: зе́мский собо́р, IPA: [ˈzʲemskʲɪj sɐˈbor], lit. '땅의 의회')는 러시아 차르국의 유럽 신분제 의회로 16세기와 17세기에 활동했다.
이 의회는 러시아의 봉건 계급을 세 가지 범주로 대표했다: 귀족과 고위 관료, 동방 정교회 성직자의 성스러운 소보르, 그리고 상인과 도시 주민을 포함한 "평민" 대표. 의회는 차르, 총대주교, 또는 보야르 두마에 의해 소집될 수 있었고, 현재 안건, 논란이 되는 문제들을 결정하거나 주요 법안을 제정하기 위함이었다.

## 러시아 차르국
16세기, 차르 이반 4세는 1549년에 첫 젬스키 소보르를 개최했으며, 주로 고무도장 역할뿐만 아니라 하급 귀족과 도시 주민들의 주도권을 다루기 위해 여러 차례 의회를 열었다.

### 동란 시대

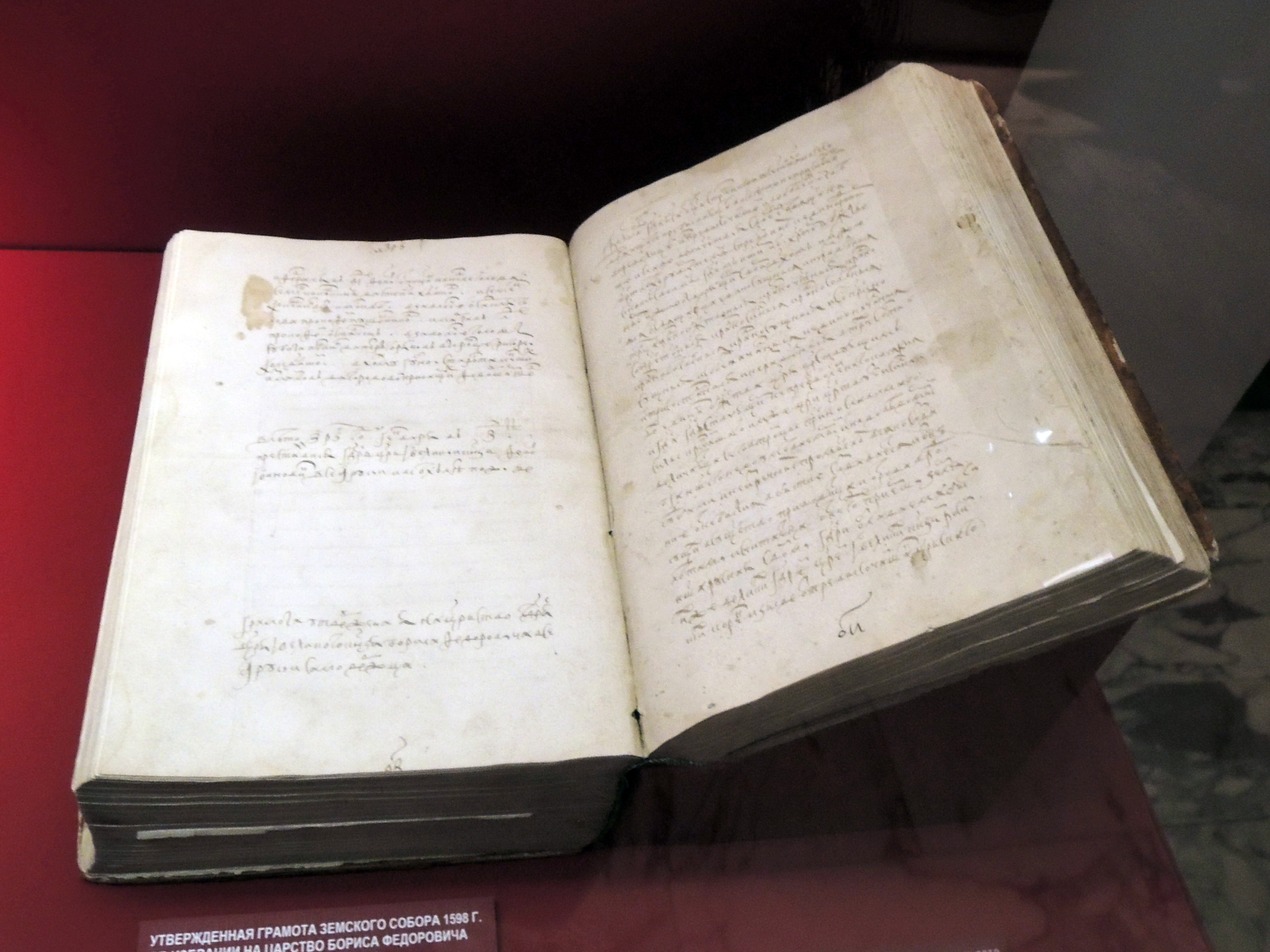
1598년 러시아 차르국의 다음 차르로 보리스 고두노프를 선출하기 위해 모스크바에서 많은 저명한 러시아 귀족들이 서명한 최종 합의(협정).

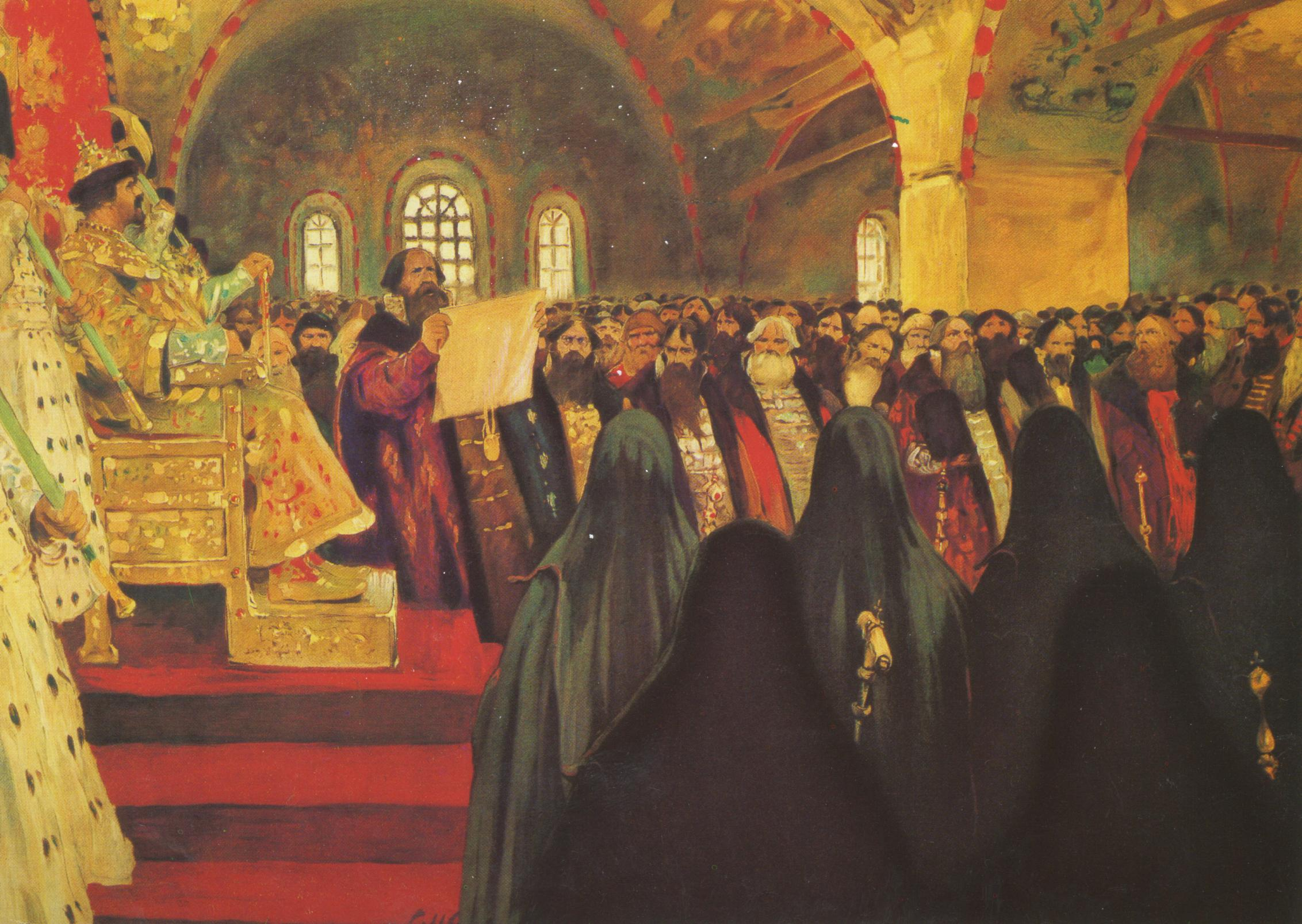
세르게이 이바노프의 젬스키 소보르 (1908)

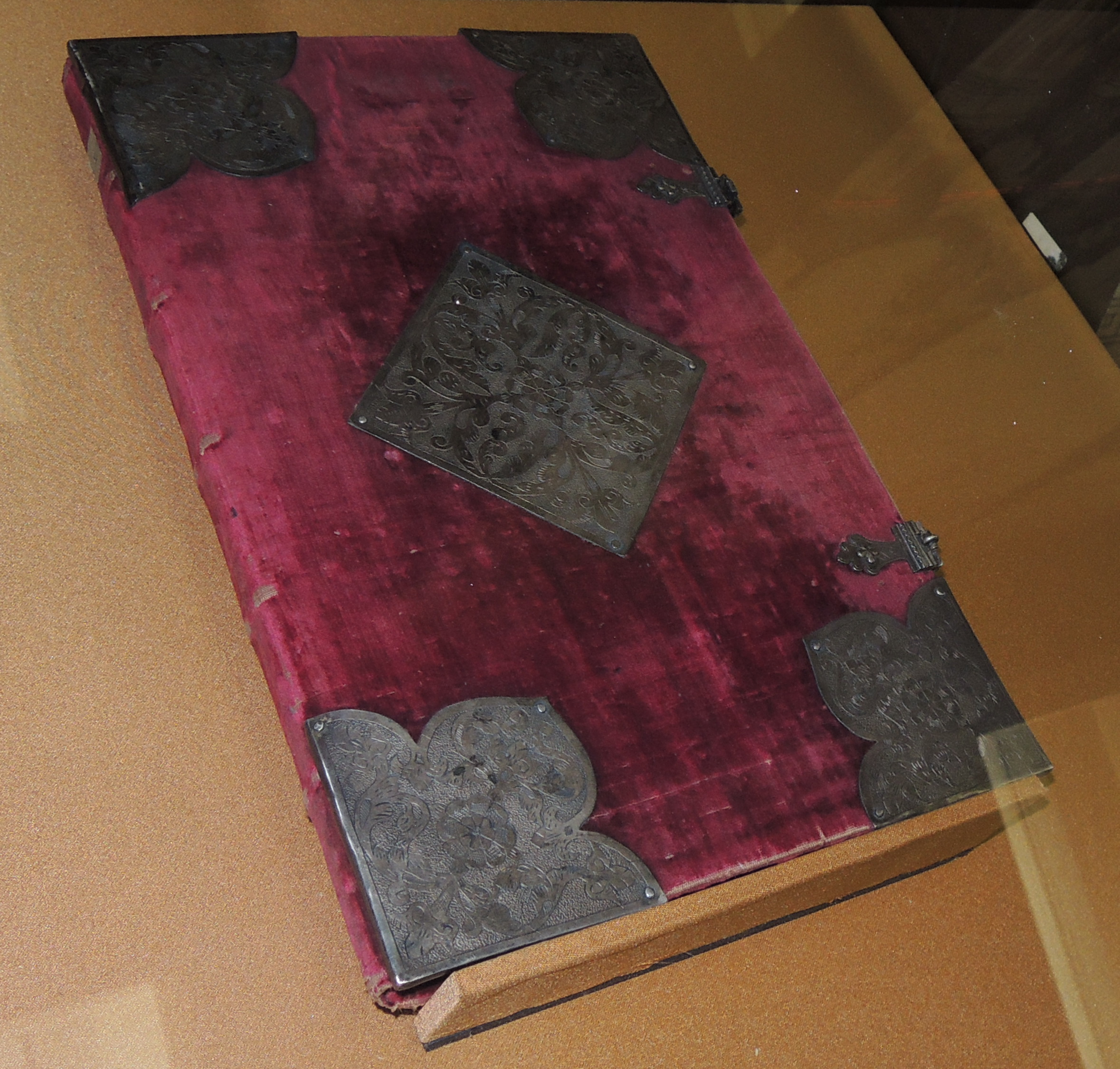
1613년 미하일 로마노프의 차르 선출을 기록한 장.

동란 시대에는 류리크 왕조가 끝난 후의 계승 위기 동안 1598년에 젬스키 소보르가 보리스 고두노프를 차르로 선출했다. 1613년의 젬스키 소보르에서 미하일 로마노프가 차르로 선출된 후 매년 의회가 열렸지만, 로마노프 왕조가 더욱 확고해지면서 영향력을 잃었고, 1654년 페레야슬라프 조약을 비준하기 위한 의회는 30년간의 마지막이었다. 마지막 젬스키 소보르는 1680년대에 메스트니체스트보 시스템을 폐지하고 폴란드-리투아니아와의 "영원한 평화"를 비준하기 위해 개최되었다.

## 1922년 젬스키 소보르
임시 프리아무르 정부의 아무르 지역 젬스키 소보르 (Приамурский Земский Собор)는 러시아 내전 중 미하일 디테리흐스에 의해 1922년 7월 23일 블라디보스토크에서 소집되었다. 디테리흐스는 러시아 극동의 백군 장군으로, 로마노프가의 몰살 4년 후 새로운 군주제를 선포하기 위해 이 의회를 소집했으며, 니콜라이 니콜라예비치 대공을 러시아의 차르로 지명하고 총대주교 티혼을 젬스키 소보르의 명예 의장으로 삼았다. 니콜라이나 티혼 모두 의회에 참석하지 않았으며, 두 달 후 이 지역이 볼셰비키에게 함락되면서 계획은 취소되었다.

## 더 읽어보기
- S.L. Avaliani, "Литературная история земских соборов" [젬스키 사보르의 문학사]. 오데사: 1916.
- John Keep, "The Decline of the Zemsky Sobor," in Power and the People: Essays on Russian History. Boulder, CO: East European Monographs, 1995; pp. 51–72.